# Wheeler Peak (Nowy Meksyk)
Wheeler Peak – szczyt w Stanach Zjednoczonych, w paśmie górskim Sangre de Cristo (część Gór Skalistych), w północnej części stanu Nowy Meksyk, najwyższe wzniesienie tego stanu (4011 m n.p.m.). Leży na terenie hrabstwa Taos, w obrębie lasu narodowego Carson, około 110 km na północny wschód od miasta Santa Fe.
Góra nazwana została na cześć George'a Wheelera, który stał na czele badającej te okolice ekspedycji kartograficznej w latach 70. XIX wieku.